# 태극권 (영화)
《태극권》(중국어: 太極張三豊, 영어: The Tai-Chi Master)은 1993년 개봉된 홍콩 영화이다.

## 출연
- 이연걸 - 군보
- 전소호 - 천보
- 양자경 - 추월
- 원걸영 - 동아

## 한국판 성우진(KBS)
- 김승준 - 군보(이연걸)
- 김준 - 천보(전소호)
- 최문자 - 추월(양자경)
- 김수경 - 동아(원걸영)
- 안종국 - 군보와 천보의 사부(유순)
- 김창주 - 도사(원상인)
- 신흥철 - 대인(하영상)
- 윤병화 - 무술 사부(우해)
- 정옥주 - 유공공의 동생(조혜령)
- 박상훈 - 병사(이병뇌)
- 홍승섭 - 추월의 애인(주금강)
- 김수중 - 유공공(손건괴)

## 같이 보기
- 우징